# Louis-Ernest Dubois
Louis-Ernest Dubois (Saint-Calais, 1º settembre 1856 – Parigi, 23 settembre 1929) è stato un cardinale e arcivescovo cattolico francese.

## Biografia
Nacque a Saint-Calais il 1º settembre 1856.
Fu ordinato sacerdote il 20 ottobre 1879. Fu tra i primi parroci a pubblicare un bollettino parrocchiale: l'Indicateur parroissial.
Il 5 aprile 1901 il presidente della repubblica Émile François Loubet lo elesse vescovo di Verdun, facendone il più giovane vescovo di Francia. Fu consacrato il 2 luglio successivo.
Il 30 novembre 1909 fu promosso alla sede metropolitana di Bourges, da dove il 13 marzo 1916 fu trasferito all'arcidiocesi di Rouen.
Papa Benedetto XV lo elevò al rango di cardinale nel concistoro del 4 dicembre 1916. Il 7 dicembre ricevette la diaconia di Santa Maria in Aquiro elevata a titolo pro illa vice.
Dopo la Prima guerra mondiale visitò la Palestina, l'Egitto, la Siria, il Libano, la Turchia e i Balcani per conto del governo francese, assicurando l'imparzialità religiosa della Francia.
Il 13 dicembre 1920 fu nominato arcivescovo di Parigi.
Partecipò al conclave del 1922, che elesse papa Pio XI. Successivamente compì alcuni viaggi all'estero, in Polonia, Stati Uniti, Austria e Cecoslovacchia. Fu uno strenuo oppositore dell'Action française. Si occupò anche di dirimere alcune controversie successive al regime di separazione fra Stato e Chiesa in Francia.
Morì il 23 settembre 1929 all'età di 73 anni.

## Genealogia episcopale e successione apostolica
La genealogia episcopale è:
- Cardinale Scipione Rebiba
- Cardinale Giulio Antonio Santori
- Cardinale Girolamo Bernerio, O.P.
- Arcivescovo Galeazzo Sanvitale
- Cardinale Ludovico Ludovisi
- Cardinale Luigi Caetani
- Cardinale Ulderico Carpegna
- Cardinale Paluzzo Paluzzi Altieri degli Albertoni
- Papa Benedetto XIII
- Papa Benedetto XIV
- Papa Clemente XIII
- Cardinale Marcantonio Colonna
- Cardinale Giacinto Sigismondo Gerdil, B.
- Cardinale Giulio Maria della Somaglia
- Cardinale Carlo Odescalchi, S.I.
- Vescovo Eugène de Mazenod, O.M.I.
- Cardinale Joseph Hippolyte Guibert, O.M.I.
- Cardinale François-Marie-Benjamin Richard de la Vergne
- Vescovo Marie-Prosper-Adolphe de Bonfils
- Cardinale Louis-Ernest Dubois

La successione apostolica è:
- Arcivescovo Jean-Arthur Chollet (1910)
- Vescovo Eugène-Louis-Ernest Julien (1917)
- Vescovo Jean-Joseph-Benoît-Marie Martel (1918)
- Cardinale Georges-François-Xavier-Marie Grente (1918)
- Cardinale Alfred-Henri-Marie Baudrillart, C.O. (1921)
- Vescovo Emanuel-Anatole-Raphaël Chaptal de Chanteloup (1922)
- Vescovo Paul-Auguste-Marie Pichot, C.S.Sp. (1923)
- Arcivescovo Victor Colomban Dreyer, O.F.M. (1923)
- Vescovo Auguste-Maurice Clément (1924)
- Vescovo Georges-Marie-Eugène Audollent (1925)
- Vescovo Norbert-Georges-Pierre Rousseau (1925)
- Vescovo Eugène-Charles-Philippe Crépin (1926)
- Vescovo Jules-Marie-Victor Courcoux (1927)
- Cardinale Pierre-André-Charles Petit de Julleville (1927)
- Vescovo Antoine Sévat, C.M. (1928)
- Cardinale Pierre-Marie Paul Gerlier (1929)